# Tlmače
Tlmače (bis 1927 slowakisch auch „Tlmač“; ungarisch Garamtolmács – bis 1902 Tolmács) ist eine Kleinstadt in der Mittelslowakei mit 3507 Einwohnern (Stand 31. Dezember 2024) im Okres Levice.

## Geographie

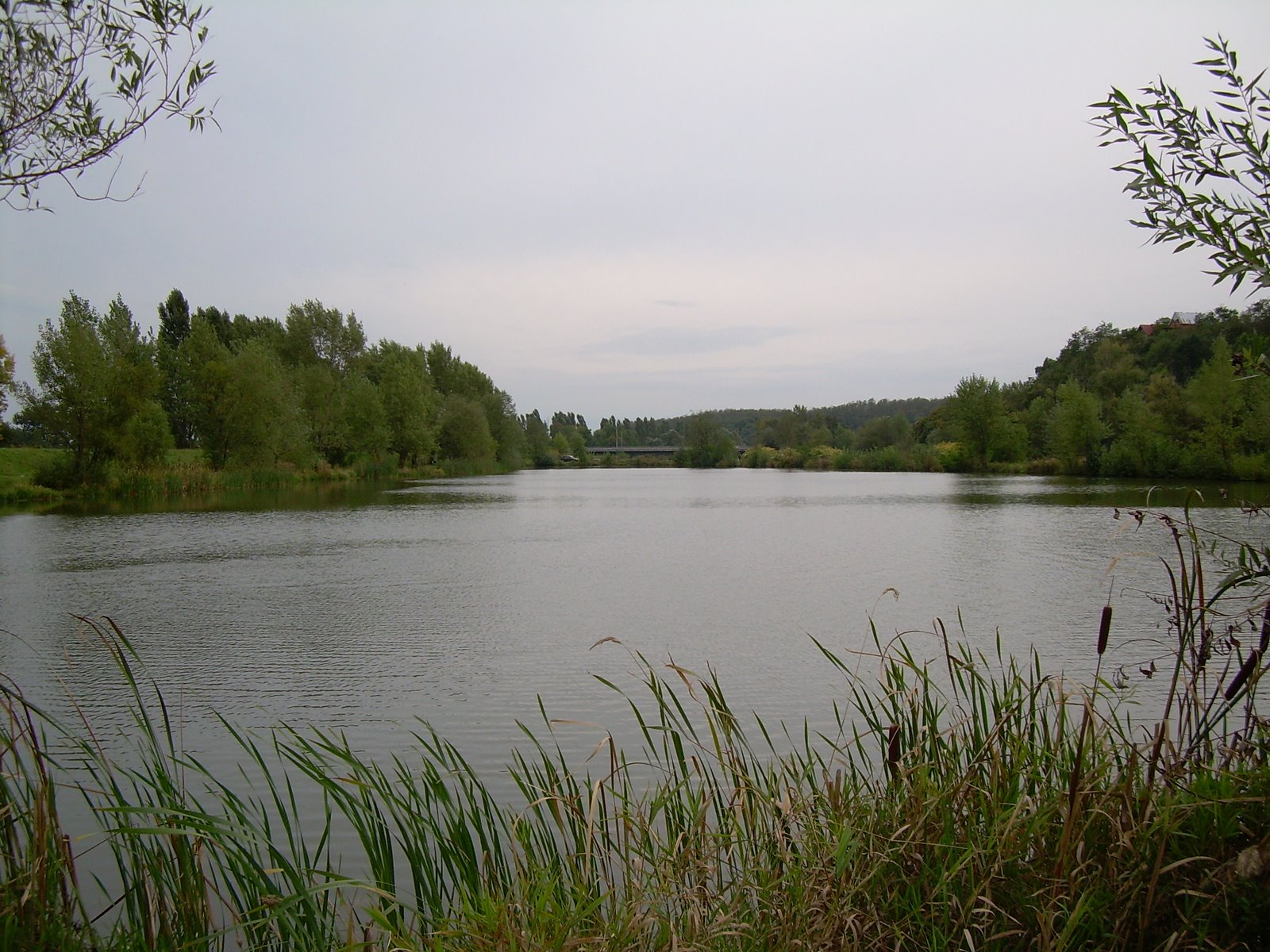
Der Hron bei Tlmače

Tlmače befindet sich am Übergang vom slowakischen Donautiefland in die westlichen Ausläufer der Schemnitzer Berge beiderseits des Flusses Hron, knapp unterhalb des Durchbruchstals Slovenská brána. Unmittelbar südlich der Stadt durchfließt der Hron den kleinen Stausee Veľké Kozmálovce. Das Stadtzentrum liegt auf einer Höhe von 175 m n.m. und ist zehn Kilometer von Levice sowie etwa 45 Kilometer von Nitra entfernt.
Die Stadt besteht aus zwei Teilen: dem ursprünglichen linksufrigen Ort Tlmače und der rechtsufrigen Siedlung Lipník.
Nachbargemeinden sind Rybník im Norden und Osten, Veľké Kozmálovce im Süden, Malé Kozmálovce im Südwesten und Kozárovce im Nordwesten.

## Geschichte

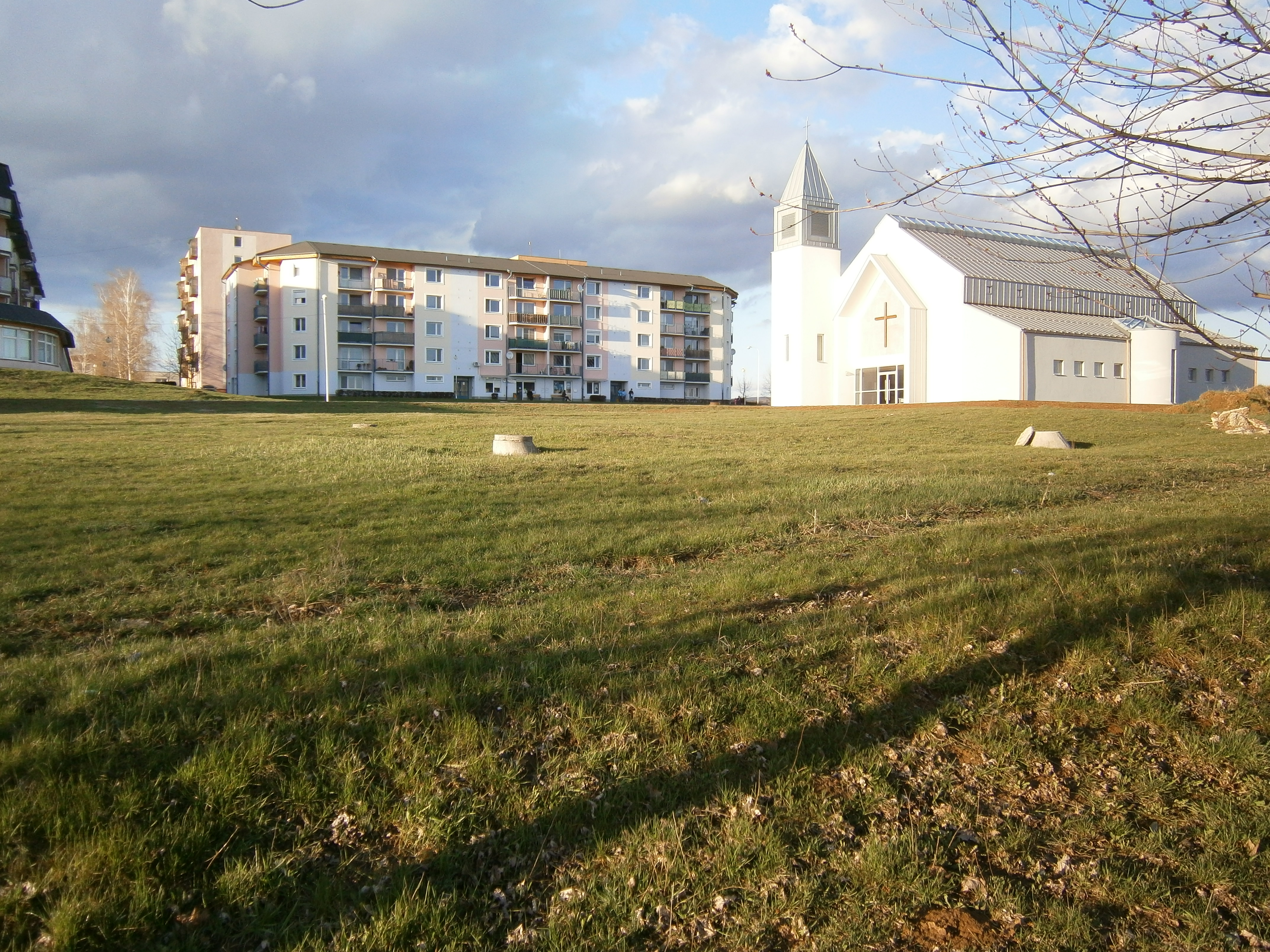
Kirche im Stadtteil Lipník

Das heutige Stadtgebiet wurde in der Steinzeit besiedelt. Im 9. Jahrhundert stand hier eine slawische Burgstätte, zeitgleich mit weiterer Besiedlung des Gebiets, die im 10. Jahrhundert weiter andauerte. Tlmače wurde zum ersten Mal 1075 in einer Urkunde des Königs Géza I. über an die Abtei von Hronský Beňadik geschenkte Güter als Talmach erwähnt. Damals war Tlmače nach dieser Urkunde ein Fischerdorf (villa piscatorum). 1209 lag ein Teil des Orts im Herrschaftsgebiet der Burg Barsch, im 14. Jahrhundert war er Besitz mehrerer landadeliger Familien sowie weiterhin der Abtei von Hronský Beňadik. 1543 waren in einem Steuerverzeichnis fünf Porta aufgeführt. 1565 kam der Besitz zum Graner Kapitel.
Das 17. und der Beginn des 18. Jahrhunderts waren eine unruhige Zeit: Anfang des 17. Jahrhunderts plünderten osmanische Truppen in Tlmače, das zeitweise im Gebiet des Osmanischen Reichs lag. Im Mai 1664 überquerte ein Heer unter dem kaiserlichen Feldherr de Souches den Hron, das im Juli 1664 ein osmanisches Entsatzheer in der Schlacht von Lewenz schlagen konnte. 1709 fand bei Tlmače im Verlaufe des Rákoczi-Aufstandes eine Schlacht zwischen einem kaiserlichen Heer und Kuruzen statt.
1715 hatte die Ortschaft 19 Steuerpflichtige, 1828 zählte man im landwirtschaftlich geprägten Ort 38 Häuser und 250 Einwohner.
Bis 1918/1919 gehörte der im Komitat Bars liegende Ort zum Königreich Ungarn und kam danach zur Tschechoslowakei beziehungsweise heute Slowakei. Im September 1936 wurde eine Betonbrücke über den Hron dem Verkehr freigegeben. Zwischen 1938 und 1945 war Tlmače als Folge des Ersten Wiener Schiedsspruchs Grenzort zu Ungarn.
1951 wurde der Bau eines Anlagenbauwerks fertiggestellt. Am 1. Januar 1986 bekam der Ort den Status einer Stadt verliehen. Im selben Jahr wurden die Nachbarorte Malé Kozmálovce und Veľké Kozmálovce mit der Stadt fusioniert, gliederten sich aber 1995 wieder aus.

## Bevölkerung
| Jahr                | 1994 | 2004     | 2014     | 2024    |
| ------------------- | ---- | -------- | -------- | ------- |
| Anzahl der Personen | 5440 | 4226     | 3712     | 3507    |
| Unterschied         |      | −22,31 % | −12,16 % | −5,52 % |

| Jahr                | 2023 | 2024    |
| ------------------- | ---- | ------- |
| Anzahl der Personen | 3542 | 3507    |
| Unterschied         |      | −0,98 % |

Gemäß der Volkszählung 2011 wohnten in Tlmače 3823 Einwohner, davon 3548 Slowaken, 59 Magyaren, 33 Tschechen, 12 Roma, vier Russinen, jeweils zwei Deutsche, Polen, Ukrainer und ein Mährer. Zwei Einwohner gaben eine andere Ethnie an und 158 Einwohner machten keine Angabe zur Ethnie.
2547 Einwohner bekannten sich zur römisch-katholischen Kirche, 189 Einwohner zur Evangelischen Kirche A. B., 20 Einwohner zur reformierten Kirche, 16 Einwohner zur evangelisch-methodistischen Kirche, 15 Einwohner zu den Zeugen Jehovas und sieben Einwohner zur griechisch-katholischen Kirche; insgesamt 28 Einwohner bekannten sich zu einer anderen Konfession. 644 Einwohner waren konfessionslos und bei 357 Einwohnern wurde die Konfession nicht ermittelt.

## Kultur
In Tlmače stehen zwei römisch-katholische Kirchen: die Kirche Sieben Schmerzen Mariens aus dem Jahr 1926 im ursprünglichen Ort sowie die moderne Herz-Jesu-Kirche im Stadtteil Lipník.
Die Stadt organisiert jährlich den Tlmačský polmaratón (deutsch Halbmarathon von Tlmače). Der Fußballclub Spartak Tlmače hat seinen Sitz im Ort.

## Bildung
In der Stadt gibt es zwei Kindergärten, jeweils eine Grund- und Grundkunstschule sowie eine Technische Fachmittelschule.

## Wirtschaft und Verkehr
Tlmače ist Sitz des Unternehmens SES Tlmače.
Durch den Ort passiert die Straße 1. Ordnung 76 zwischen Hronský Beňadik und Štúrovo. Hier beginnt die Straße 2. Ordnung 564, die Tlmače über Levice ebenfalls mit Štúrovo verbindet. Die Stadt besitzt einen Bahnhof an der Bahnstrecke Nové Zámky–Zvolen mit mehreren täglichen Nahverkehrs-Zugpaaren.